# 20 koron czechosłowackich (1933)
20 koron (cz. 20 korun, słow. 20 korún) – czechosłowacka moneta obiegowa o nominale 20 koron wyemitowana w 1934 roku a wycofana ostatecznie w roku 1953. Obie strony monety zostały zaprojektowane przez Jaroslava Horejca.

## Wzór
W centralnej części awersu umieszczono średni herb państwowy – tarczę czwórdzielną w krzyż z polem sercowym, którego górne narożniki stykały się niemal z krawędzią monety. W polu pierwszym znalazł się herb Słowacji – podwójny krzyż na trójwzgórzu; w polu drugim – herb Rusi Podkarpackiej (pole dwudzielne w słup, w części prawej siedem pasów poziomych, w części lewej niedźwiedź wspięty); w polu trzecim – herb Moraw (orzeł w koronie o barwach ułożonych w szachownicę); w polu czwartym – herb Śląska (orzeł w koronie z przepaską na skrzydłach i krzyżem na piersi). W polu sercowym umieszczono herb Czech – wspiętego lwa w koronie o podwójnym ogonie. Zapisana wewnętrznie legenda składała się z roku bicia w górnej części monety oraz inskrypcji „REPUBLIKA ČESKOSLOVENSKÁ” (począwszy od prawej strony); obie części rozdzielone były rogami tarczy herbowej. Wzdłuż krawędzi monety umieszczono wypukłe zdobienie (— • —), zaś po wewnętrznej stronie napisu – standardowe perełkowanie. Po prawej oraz lewej stronie tarczy pustą przestrzeń wypełniono liśćmi lipy.
Na rewersie, prócz ozdobnego perełkowania identycznego ze stronę awersową, zamieszczono trzy postacie męskie podające sobie wzajemnie dłonie. Każda z nich posiadała atrybut odpowiadający innej profesji: robotnik po lewej stronie – młot (przemysł), chłop pośrodku – pług (rolnictwo), zaś Merkury po stronie prawej – kaduceusz (handel). Po lewej stronie monety cyframi arabskimi zapisano nominał („20”), po prawej zaś oznaczenie „Kč”. Poniżej umieszczono niewielki znak autora, inicjały „J H”.

## Nakład
Podstawę do wydania monet dwudziestokoronowych stanowiła ustawa z 9 czerwca 1932 r. o nowej emisji drobnych pieniędzy. Przewidziano w niej bicie nowych monet z ważących 12 g srebrnych krążków o próbie 700 (70% srebra, 30% miedzi). W ustawie zapisano też średnicę (32 mm) oraz podstawowy zarys wzoru nowej dwudziestokoronówki. Ten został szczegółowo określony w rządowym rozporządzeniu z 12 marca 1934 r. W tym samym akcie prawnym zawarto też opis ozdobnego rantu monet – gładkiego z wklęsłymi żłobieniami w kształcie naprzemiennych krzyżyków i fal (〜 × 〜). Monety o nominale 20 Kč bito zaledwie przez dwa lata, w 1933 i 1934 roku. Przez ten czas wytworzono ich łącznie 5 560 000 sztuk. Do obiegu trafiły 22 marca 1934 r.
Moneta dwudziestokoronowa w okresie II wojny światowej nie została wycofana z obrotu ani w Portektoracie Czech i Moraw, ani też na Słowacji. Należy zatem przypuszczać, że wobec dekretu o odnowieniu czechosłowackiej waluty z października 1945 roku formalna jej demonetyzacja nastąpiła wraz z reformą walutową z roku 1953.
| rok  | nakład    | stop   |             |  |
| ---- | --------- | ------ | ----------- |  |
| 1933 | 2 280 000 | srebro | [ 1 ] [ 6 ] |  |
| 1934 | 3 280 000 | srebro | [ 1 ] [ 6 ] |  |